# Angelit (együttes)
Az Angelit (korábban Angelin tytöt, északi számiul Aŋŋel nieiddat) egy finnországi számi együttes. Az együttest 1989-ben alapította Tuuni és Ursula Länsman, bár az együttes gyökerei 1982-re nyúlnak vissza, mikor a Länsman testvérek tanára, Eino Ukkonen elvitte a lányokat és néhány osztálytársukat Utsjokiba énekelni. 1987-ben felvettek egy kazettát is, ahol Mari Boinéval énekeltek együtt.
1989-ben ennek a korai együttesnek az egyik tagja egy autóbalesetben elhunyt, így feloszlott a zenekar. Ursula és Tuuni ekkor alapította meg az Angelin tytöt nevű zenekart, amelyet szülőfalujukról, Angeliről neveztek el.
1997-ben Angelit-re változtatták a nevüket, mivel az Angelin tytöt fordításaival nehézségek adódtak.

## Tagok
- Tuuni Länsman
- Ursula Länsman
- Alfred Häkkinen (1994 óta; gitár és dobok)
- Samuli Kosminen (1999 óta)
- Mamba Assefa (1999 óta)
- Kimmo Kajasto (1999 óta; szintetizátor)

## Diszkográfia

### Albumok
Angelin tytöt néven:
- Dolla (Tűz, 1992)
- Giitu (Köszönöm, 1993)
- Skeaikit (Nevető, 1995)
- The Voice of the North (1997) - válogatás a megelőző albumokról

Angelit néven:
- Mannú (A hold, 1999)
- Reasons (2003)

### Közreműködések
A Final Fantasy albumot leszámítva mindegyik album a Waltari nevű együttessel együtt készült.
- Final Fantasy V Dear Friends (1993)
- So Fine! (1994)
- So Fine 2000 (2000)
- Channel Nordica (2000)

## Külső hivatkozások
- Hivatalos honlap Archiválva 2010. december 29-i dátummal a Wayback Machine-ben